# آلگریا (ریو گراند دو سول)
آلگریا (به پرتغالی: Alegria) یک منطقهٔ مسکونی در برزیل است که در ریو گرانده جنوبی واقع شده‌است. آلگریا ۱۷۵٫۲۸ کیلومتر مربع مساحت و ۳٬۳۷۴ نفر جمعیت دارد و ۳۸۳ متر بالاتر از سطح دریا واقع شده‌است.